# Куличиха
Куличиха — річка в Україні, у Гадяцькому й Липоводолинському районах Полтавської й Сумської областей. Ліва притока Груні (басейн Дніпра).

## Опис
Довжина 15 км, похил річки — 4,1 м/км. Площа басейну 67,2 км².

## Притоки
- Фіалка (ліва).

## Розташування
Бере початок на південному сході від Бакути. Тече переважно на північний захід через Тимофіївку і в Підставках впадає у річку Грунь, праву притоку Псла. 
Населені пункти вздовж берегової смуги: Великі Будища, Довжик.